# Wylie Ridge
Wylie Ridge – grzbiet górski w Górach Admiralicji w Antarktydzie Wschodniej.

## Nazwa
Nazwany przez Advisory Committee on Antarctic Names (tłum. „Komitet doradczy ds. nazewnictwa Antarktyki”) na cześć Ronalda P. Wylie’go, pilota szwadronu VX-6 podczas Operation Deep Freeze w latach 1967 i 1968 .

## Geografia
Wylie Ridge to grzbiet górski w Górach Admiralicji na Ziemi Wiktorii w Antarktydzie Wschodniej . Rozciąga się na zachód od Meier Peak przez ok. 10 km, biegnąc równolegle wzdłuż północnej krawędzi Massey Glacier do Man-o-War Glacier .  

## Historia
Grzbiet został zmapowany na podstawie badań terenowych i zdjęć lotniczych w latach 1960–1963 .